# JunJun
JunJun (jap. ジュンジュン), właśc. Li Chun (chiń. 李纯), również znana jako Li Qinyao (chiń. 李沁谣) (ur. 11 stycznia 1988 w Yueyang) – chińska aktorka i była wokalistka japońskiej grupy idolek Morning Musume, w której występowała pod pseudonimem JunJun od 15 marca 2007 do 15 grudnia 2010 roku.

## Życiorys
W 2006 wzięła udział w konkursie Super Girl, ale nie dotarła do finału. Po porażce wzięła udział w przesłuchaniu do Morning Musume, które odbyło się w Pekinie. 15 marca 2007 roku JunJun wraz z inną Chinką LinLin oficjalnie dołączyła do 8. generacji Morning Musume. 3 dni później 18 marca zadebiutowała w programie Hello! Morning i w tym samym tygodniu przeniosła się do Tokio.
Pierwszy raz na scenie z grupą stanęła 7 maja 2007 roku na pożegnalnym koncercie Hitomi Yoshizawy w Saitama Super Arena. Singel „Onna ni Sachi Are” wydany w lipcu 2007 roku był pierwszym z jej udziałem.

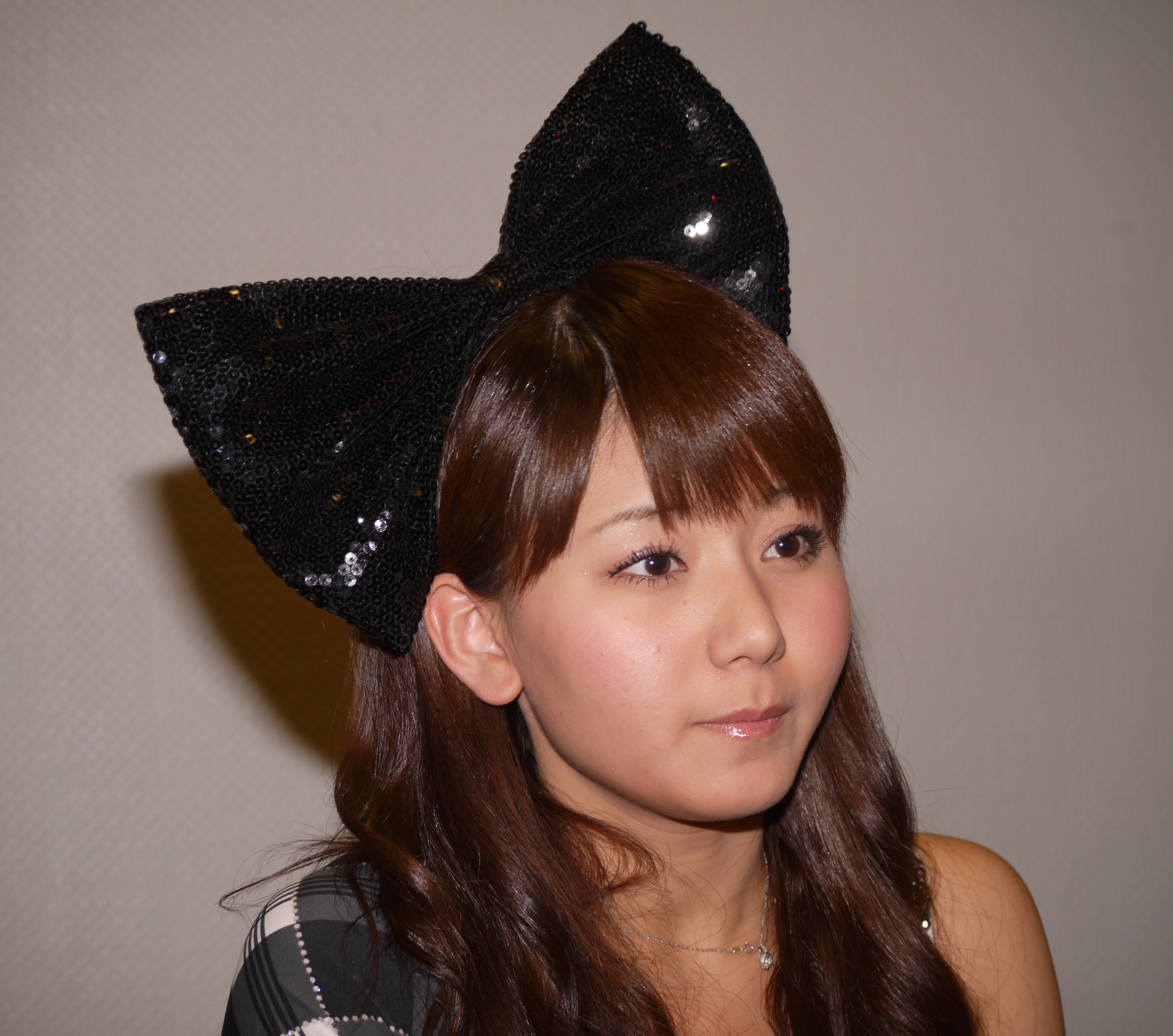
Zdjęcie zrobione podczas konferencji prasowej Japan Expo 2010

28 czerwca 2008 roku JunJun wraz z Morning Musume wystąpiła po raz pierwszy w chinach podczas Expo, które odbywało się w Szanghaju. W 2009 roku wraz z członkiniami Morning Musume Sayumi Michishige i Koharu Kusumi oraz członkinią Berryz Kōbō Risako Sugayą, wydała piosenkę „Sekai wa Futari no Tame ni” jako grupa Zoku V-U-Den.
Podczas ostatniego koncertu Hello! Project w 2010 roku, 8 sierpnia 2010 roku, JunJun, LinLin i Eri Kamei, ogłosiły, że opuszczą Morning Musume po ostatnim koncercie ich jesiennej trasy, „Morning Musume Concert Tour 2010 Aki ~Rival Survival~”. Jej ostatnim singlem z grupą był „Onna to Otoko no Lullaby Game”, który został wydany 17 listopada 2010 roku. JunJun pożegnała się z grupą 15 grudnia 2010 roku, wykonując „Furusato” jako piosenkę dyplomową.
We wrześniu 2011 roku zapisała się do Pekińskiej Akademii Filmowej, Chińskiego Narodowego Uniwersytetu Tsinghua, który kształci profesjonalistów filmowych.
26 grudnia 2014 roku ogłosiła na Weibo, że poślubiła chińskiego producenta muzycznego Zhenga Nana.
8 maja 2015 roku ogłosiła na swoim koncie Weibo, że zmieniła swój pseudonim na „Li Qinyao”.

## Informacje
Jej rzeczywista data urodzenia to 11 stycznia 1988, ale w rejestrze rodzinnym i na profilu Morning Musume, gdy była w grupie widniała data 11 lutego 1988, ze względu na to, że matka JunJun błędnie wpisała miesiąc, ale go nie poprawiła. JunJun przeprosiła za spowodowanie zamieszania i powiedziała: „Chcę świętować swoje pierwotne urodziny (11 stycznia)”.